# Katholieke Televisie- en Radio-Omroep
De Katholieke Televisie- en Radio-Omroep vzw (KTRO) was een Belgische Nederlandstalige radio- en televisieomroep gelieerd aan de Katholieke Kerk in België.

## Historiek
De omroep werd opgestart in de schoot van de Katholiek Televisie- en Radiocentrum (KTRC) op 7 augustus 1980 en startte zijn uitzendingen op de Belgische Radio- en Televisieomroep (BRT) in het bestel van de 'uitzendingen door derden'. Deze uitzendingen kenden hun oorsprong in het decreet betreffende het statuut van de Belgische Radio en Televisie, Nederlandstalige uitzendingen (19 december 1979). Binnen dit decreet werd de oprichting van zendgemachtigde verenigingen mogelijk. Volgens de bepalingen van dit decreet kregen de derden 50% van de zendtijd die aan de nieuwsdienst was toebedeeld. Het decreet van 22 december 1982 bracht het aantal uitzenduren naar 120, verspreid over de twee BRT-televisienetten. Hierdoor kregen de omroepen de mogelijkheid om programma's uit te zenden die rechtstreeks waren afgestemd op het verschaffen van opiniëring vanuit de representatieve levensbeschouwelijke stroming (o.a. erediensten) in Vlaanderen (artikel 35 en 36 van het Mediadecreet).
Op basis van deze bepalingen werd de KTRO opgericht in 1980 en de eerste uitzendingen gingen van start omstreeks maart 1981. De erkenning door het Ministerie van de Vlaamse Gemeenschap vond plaats op 26 mei 1982. In 2015 werd door toenmalig Vlaams minister van Media Sven Gatz (Open Vld) besloten de uitzendingen van levensbeschouwelijke derden stop te zetten op 31 december 2015.
Daarnaast werd er door het Katholiek Televisie- en Radiocentrum (KTRC vzw) het maandblad Braambos uitgegeven, maar dit werd eind 2008 om budgettaire redenen stopgezet.

## Bestuur
Toon Osaer was sinds 2007 directeur van de KTRO, als opvolger van Ernest Henau. De omroep was gevestigd in de Halewijnlaan te Antwerpen.

## Programma's
Het Braambos was te beluisteren op Radio 1, elke zondagavond en op een aantal kerkelijke feestdagen na het nieuws van 19 of 20 uur. De televisie-uitzending was tweewekelijks te bekijken op Eén op zondag omstreeks 9 uur en diezelfde avond op Canvas rond 23.00 uur.
Uit een parlementaire vraag van Paul Delva (CD&V) aan toenmalig Vlaams minister van Media Ingrid Lieten (sp.a) uit 2012 bleek het gemiddeld kijkbereik voor de uitzendingen van de KTRO op 24.810 kijkers (gemiddelde over 44 uitzendingen) te liggen, de radio-uitzendingen bereikten gemiddeld 32.547 luisteraars.

## Bekende (ex-)medewerkers
- Geert Delbeke
- Ernest Henau
- Toon Osaer